# Rick Pagnutti
Richard Wayne „Rick“ Pagnutti (* 14. November 1946 in Sudbury, Ontario) ist ein ehemaliger kanadischer Eishockeyspieler, der im NHL Amateur Draft 1967 an erster Gesamtposition ausgewählt wurde.

## Karriere
Pagnutti spielte auf der Position des Verteidigers und wurde im Rahmen des NHL Amateur Draft 1967 in der ersten Runde an erster Position von den Los Angeles Kings ausgewählt. Zuvor hatte er für ein Juniorenteam im kanadischen Garson in der Provinz Ontario gespielt. Der Kanadier bestritt jedoch niemals ein Spiel in der National Hockey League, sondern verbrachte seine zehn Profijahre in den nordamerikanischen Minor Leagues. So spielte er in der American Hockey League bei den Springfield Kings und Rochester Americans sowie in der International Hockey League bei den Fort Wayne Komets, wo er nach Ende der Saison 1971/72 mit der Governor’s Trophy als bester Verteidiger der Liga ausgezeichnet wurde. Weitere Ligen, in denen Pagnutti spielte, waren die Western Hockey League, Central Hockey League und North American Hockey League. Nach der Spielzeit 1976/77 beendete der 30-Jährige seine Karriere.

## Erfolge und Auszeichnungen
- 1972 Governor’s Trophy
- 1972 IHL First All-Star Team
- 1973 AHL Second All-Star Team
- 1975 AHL Second All-Star Team

## Karrierestatistik
(Legende zur Spielerstatistik: Sp oder GP = absolvierte Spiele; T oder G = erzielte Tore; V oder A = erzielte Assists; Pkt oder Pts = erzielte Scorerpunkte; SM oder PIM = erhaltene Strafminuten; +/− = Plus/Minus-Bilanz; PP = erzielte Überzahltore; SH = erzielte Unterzahltore; GW = erzielte Siegtore; 1 Play-downs/Relegation; Kursiv: Statistik nicht vollständig)